# Allium constrictum
Allium constrictum — вид трав'янистих рослин родини амарилісові (Amaryllidaceae), ендемік штату Вашингтон (США).

## Опис
Цибулин 1–5+, яйцюваті, 1–1.5 × 0.8–1.4 см; зовнішні оболонки містять 1 або більше цибулин, коричнюваті; внутрішні оболонки білі. Листки як правило, стійкі, зелені в період цвітіння, 2, листові пластини плоскі, широко жолобчасті, 10–35 см × 1–3(5) мм, краї цілі. Стеблина стійка, поодинока, прямостійна, 15–20 см × 1.5–4 мм. Зонтик стійкий, прямостійний, компактний, 15–30-квітковий, півсферичний до кулястого, цибулинки невідомі. Квіти ± зірчасті, 7–8 мм; листочки оцвітини розлогі, світло-рожеві до трояндового кольору з чітко вираженими зеленими серединними ребрами, вузько ланцетні, ± рівні, краї цілі, верхівки загострені. Пиляки синьо-сірі; пилок від світло-блакитного до сірого кольору. Насіннєвий покрив блискучий. 2n = 14.
Цвітіння: травень — липень.

## Поширення
Поширений у штаті Вашингтон (США).
Населяє неглибокі, літозольні ґрунти, часто сухі та піщані; 300–500 м; під охороною.